# Felix Decken

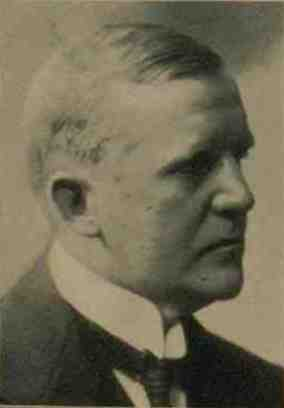
Felix Decken, 1912

Felix Decken (12. Februar 1864 in Wesel – 10. Februar 1928 in Stuttgart) war ein deutscher Theaterschauspieler, Opernsänger (Tenor) und Theaterregisseur.

## Leben
Er begann seine Bühnenlaufbahn 1892 in Rostock, kam 1893 nach Elberfeld, wo er bis 1896 verblieb und trat dann in den Verband der Stuttgarter Hofbühne, wo er als Beppo in Fra Diavolo debütierte. Er vertrat das Fach des Tenorbuffo mit ausgesprochenem Erfolg und sowohl sein Gesang wie sein von wirksamem Humor durchsetztes Spiel fanden viel Anerkennung. Gomez im Nachtlager in Granada, David in den Meistersingern, Mime in Rheingold und Siegfried, Eisenstein in der Fledermaus, Georg im Waffenschmied sowie andere Lortzingschen Buffopartien waren äußerst sympathische Darbietungen.
1907 wurde er zum Königlichen Kammersänger ernannt und erhielt 1912 die Goldene Medaille für Kunst und Wissenschaft.
In Stuttgart blieb er bis zu seinem Tod, dort war er nach dem Ende des Ersten Weltkriegs auch als Spielleiter angestellt.